# Euophrys monadnock
Euophrys monadnock är en spindelart som beskrevs av James Henry Emerton 1891. Euophrys monadnock ingår i släktet Euophrys och familjen hoppspindlar. Inga underarter finns listade i Catalogue of Life.